# Saltillo
Pour les articles homonymes, voir Saltillo (homonymie).
Saltillo est une ville du nord du Mexique, capitale de l'État de Coahuila. En 2005, sa population était estimée à 649 000 habitants et à 725 000 pour toute l'agglomération. Elle s'étend sur 3 837 km2. Il s'agit de la 20e plus grande ville du pays. L'agglomération est composée de Saltillo, Ramos Arizpe (es), et Arteaga.

## Histoire
La fondation officielle de la ville remonte à 1577, par Alberto del Canto (en), militaire hispano-portugais. Dans un premier temps, ont cohabité deux centres de peuplement : les colons espagnols à Villa de Santiago de Saltillo et les indiens tlaxcaltèques à Nueva Tlaxcala. Ceux-ci, originaire du sud et alliés des espagnols durant la conquête, furent déplacés là pour transmettre leurs savoir-faire artisanaux aux indigènes. C'est, entre autres, l'origine du Sarape, pièce de tissu multicolore, à l'origine en laine, qui fit la réputation de la ville durant de nombreuses années.

## Économie
Son économie était basée sur les mines qui se trouvent à proximité de la ville. Depuis les années 1970, de nombreuses industries automobiles (principalement les groupes General Motors et Fiat Chrysler Automobiles) se sont installées dans la région, formant le cluster automobile Saltillo-Ramos Arizpe. Celui-ci concentre 24 % de la production nationale de véhicules. Y sont notamment produits les Chevy C2, Saturn Vue, Captiva et HRR. L'usine de moteurs Chrysler est notamment la seule à produire le fameux moteur Hemi. Plusieurs types de la camionnette Dodge Ram sont également produits à Derramadero (Ejido situé à 25 km au sud de Saltillo). Chrysler prévoit la construction pour 2009 d'une usine de production de moteurs V6 type « Phoenix ». Le groupe Freightliner LLC prévoit également la construction d'une usine d'assemblage de camions Freightliner et Sterling, d'une capacité annuelle de 30 000 unités.
Autour de ces grandes usines se sont regroupées de nombreuses entreprises de sous-traitance automobile (plus de 30 usines).

## Musées
Le musée du désert (Museo del desierto) présente l'histoire du désert de Coahuila (présence de dinosaures) ainsi que sa faune et flore actuelle (vivarium avec serpents, collection de cactées, etc.).
Le musée des oiseaux (Museo de las Aves de mexico) présente la plus grande collection latino-américaine d'oiseaux vivant au Mexique.
Musée du Sarape (Museo del Sarape) : ouvert depuis juin 2008, présente des intéressantes informations sur l'histoire des sarapes et une collection des costumes traditionnels de certaines regions du Mexique. Entrée gratuite.

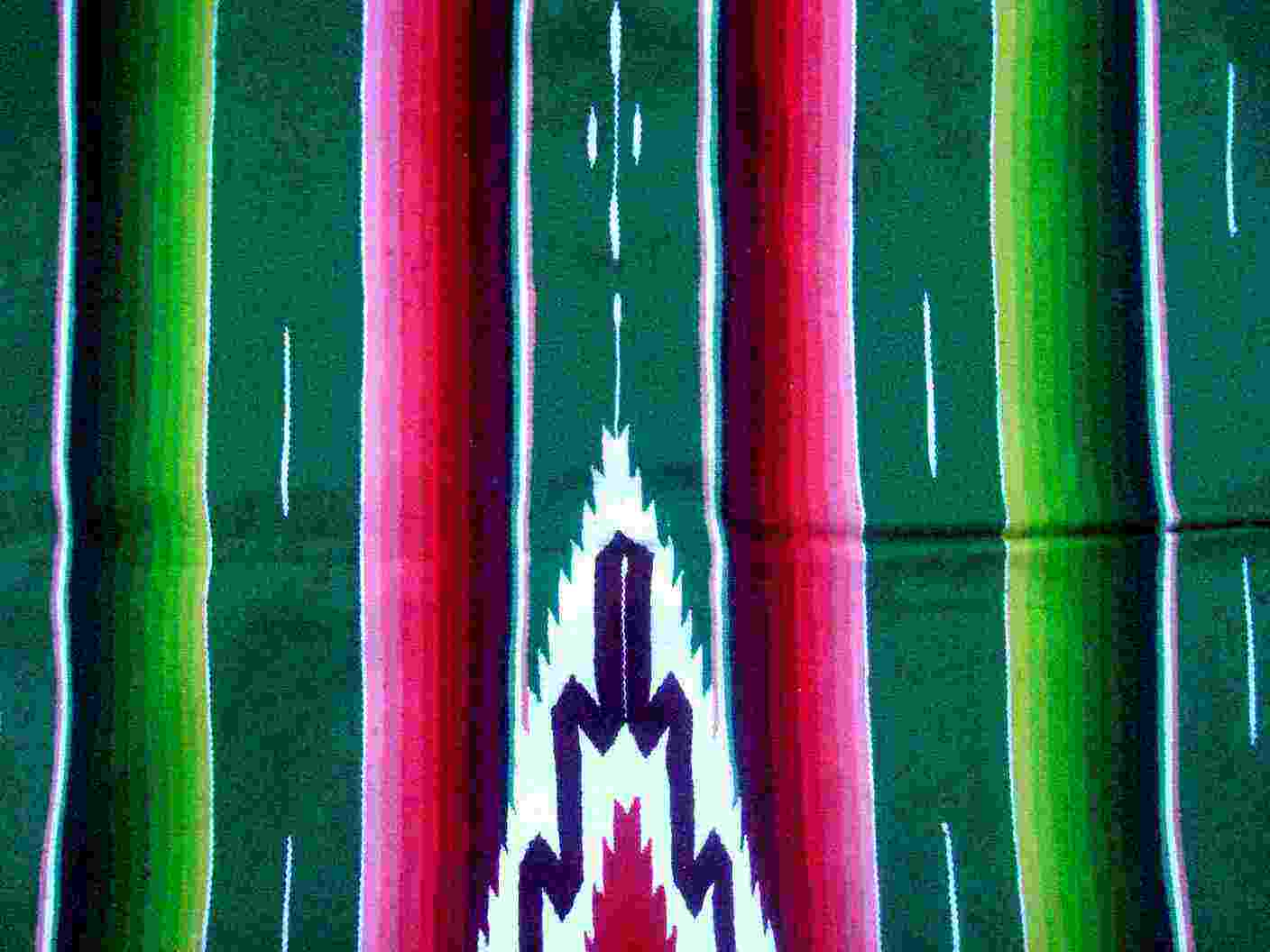
Une partie d'un Sarape

## Sports
En Ligue mexicaine de baseball, les Saraperos de Saltillo sont basés à Saltillo où se trouve leur stade, l'Estadio de Béisbol Francisco I. Madero (en), enceinte de 16 000 places.

## Culte
Plus de 90 % de la population est catholique. La ville possède une grande cathédrale de style colonial dédiée à saint Jacques. C'est le siège du diocèse de Saltillo.

## Personnalités liées à Saltillo
- Jesús María Echavarría y Aguirre (1858-1954), troisième évêque du diocèse, fondateur de la congrégation des sœurs catéchistes de Guadalupe, en cours de béatification (et déclaré vénérable en 2014).
- Il fait partie de la diaspora basque au Mexique.

## Jumelages
- Austin (États-Unis) depuis 1968
- Lansing (États-Unis)
- Windsor (Canada)
- Holguín (Cuba)